# Baga (Nigeria)
Baga es una ciudad al noreste de Nigeria, en el estado de Borno, cerca del lago Chad, y al noreste de la ciudad de Kukawa, a cuyo término municipal pertenece.
La ciudad se encuentra a unos 196 km de Maiduguri, capital del estado de Borno. El mercado de pescado Doron Baga, según datos del año 2000, estaba ubicado a unos seis km de la ciudad. En las décadas de 1960 y 1970, Baga estaba a orillas del lago Chad y era una ciudad pesquera, pero la merma de tamaño del lago hizo que algunos pescadores se trasladaran, mientras que otros han recurrido a la agricultura de subsistencia.

## Ataques terroristas

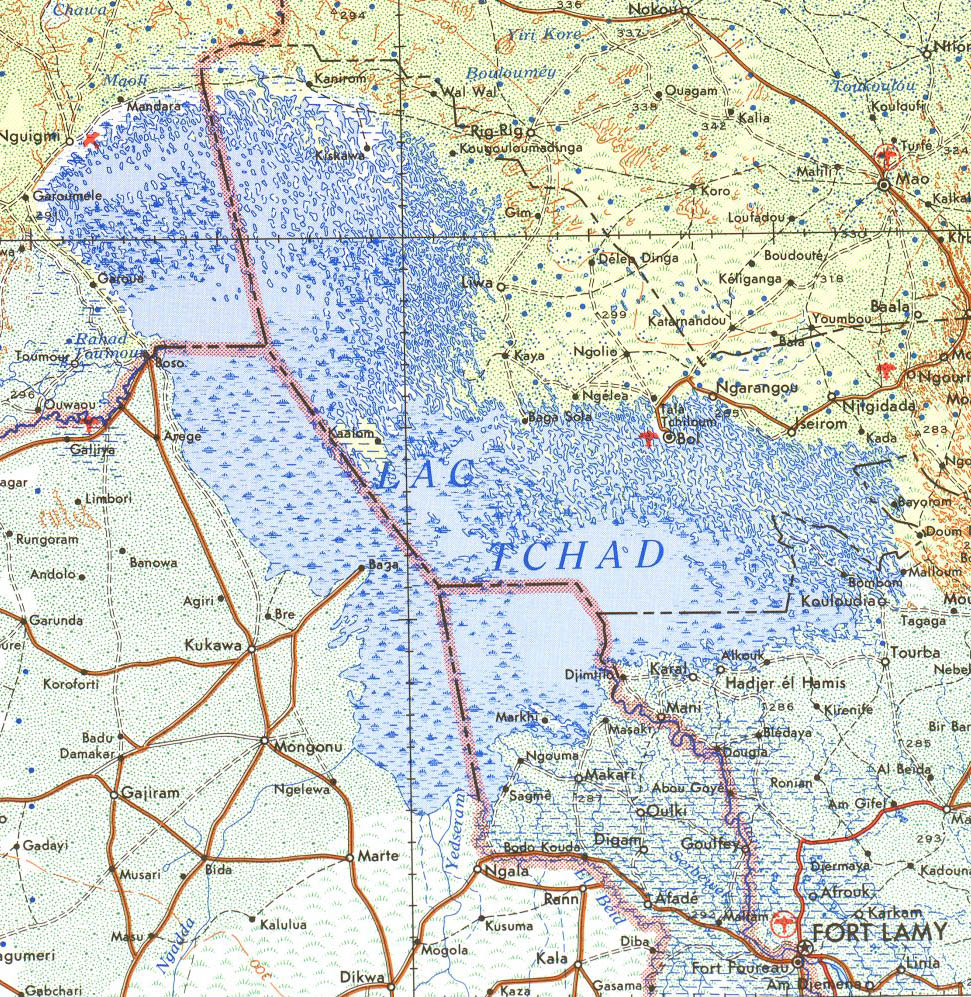
Baga, en una península del lago Chad, según este mapa de 1973

En abril de 2013, más de 185 personas fueron asesinadas y 2000 casas resultaron destruidas como resultado de los combates entre el ejército nigeriano y el grupo islamista Boko Haram.
En enero de 2015, Boko Haram atacó de nuevo la ciudad, apoderándose de una base militar utilizada por una fuerza multinacional estacionada en la zona para luchar contra esta organización terrorista. La ciudad fue arrasada y sus habitantes masacrados –el número de víctimas podría llegar a las 2000–, la mayor masacre de la historia de Boko Haram. Algunos residentes escaparon al vecino Chad.